# Annelie
Annelie es una película bélica alemana de 1941 dirigida por Josef von Báky y protagonizada por Luise Ullrich y Werner Krauss. El film fue producido por Universum Film (UFA).

## Distribuzione
Fue presentada en el Festival de Cine de Venecia y ganó la Copa Volpi a la mejor interpretación femenina (Luise Ullrich)

## Sinopsis
Una mujer de Berlín crece después de la victoria de Prusia sobre Francia en 1870 y vive para ver a sus nietos participando en los éxitos militares de Alemania bajo Hitler.

## Reparto
- Luise Ullrich: Annelie Dörensen
- Werner Krauss: Katasteramtsrat Reinhold Dörensen
- Käthe Haack: Su mujer
- Karl Ludwig Diehl: Dr. Martin Laborius
- Albert Hehn: Reinhold Laborius
- John Pauls-Harding: Gerhard Laborius
- Axel von Ambesser: Georg
- Johannes Schütz:
- Eduard von Winterstein:
- Josefine Dora:
- Ilse Fürstenberg: